# Adolf Bender
Adolf Bender (* 4. Februar 1903 in Mainz; † 2. April 1997 in Bous (Saar)) war ein deutscher Maler des Impressionismus wie des Expressionismus.

## Kindheit und Jugend Benders
Adolf Bender wurde in Mainz als viertes von neun Kindern geboren. Sein Vater war Kellner in einem der internationalen Hotels der Stadt und die Mutter war Gastwirtin ihrer eigenen Wirtschaft.
Nach dem Besuch der damaligen Volksschule, 1917, durfte er die Mainzer Kunst- und Gewerbeschule besuchen. Jedoch konnte er sich nicht ganz auf den Unterricht konzentrieren, da er neben der Schule noch in einer Munitionsfabrik arbeiten musste sowie „von morgens bis abends schwere Kisten schleppen, die mit Granatzündern gefüllt waren“, wie Bender später in einem Gespräch erzählte. Schon früh fand er seine Leidenschaft zur Kunst, er las viel Literatur über die Stilrichtungen, die Künstler und alles, was er über die Malerei fand.

## Wege zur Kunst
Anfang der 1920er Jahre trat Bender dem politisch motivierten Mainzer Künstlerbund bei. Laut eigenen Aussagen waren die Mitglieder „national eingestellt“, was Bender im Jahr 1923 nach einer anti-französischen Demonstration veranlasste Mainz zu verlassen. Er floh nach Frankfurt, wo er sich nur mit Müh und Not durchschlagen konnte, er fand Arbeit als Kinoplakat-Maler und zeitweise Kinoportier in demselben Kino. Diese Arbeit reizte Bender kaum und so begab er sich auf eine Reise nach Fulda, dort traf er Unteroffiziere, die ihm das Leben als Soldat schmackhaft machten und Bender sich nach kurzem Überlegen zu der Feldartillerie meldete. Er quittierte den Dienst bereits nach drei Wochen.
Nach seiner „Zeit“ beim Militär, begann für Bender eine kleine Odyssee durch Deutschland, während der er zeitweise als Restaurator alter Bilder arbeitete und einen kurzen Aufenthalt an der Münchner Kunsthochschule hatte. Nach dieser Zeit ließ er sich vorerst endgültig in Frankfurt nieder. Hier lernte er zufällig Max Beckmann kennen, durch den Bender als „Schwarzhörer“ den Vorträgen Beckmanns zuhören konnte. Wieder versuchte sich Bender mit der Erstellung von Kinoplakaten und Renovierungsarbeiten über Wasser zu halten. Von seiner Zeit in Mainz während der 1930er Jahre sind nur noch wenige Bilder erhalten. Sie zeigen die Stadt Mainz in einer präzisen, nüchternen Art und Weise – das Beobachtungstalent Benders.

## Zeit des Nationalsozialismus

### Flucht nach und Arbeit in Frankreich
In Frankfurt am Main erlebte Adolf Bender den politischen Aufstieg Hitlers. Er machte sich in zahlreichen Diskussionen unbeliebt, da er strikt gegen die Politik Hitlers war. Dies ging so weit, dass er sogar zweimal überfallen und ausgeraubt wurde. Nach Hitlers Aufstieg und Machtübernahme musste er aus Furcht vor Verfolgung aus Deutschland fliehen. Sein Ziel war seine in Frankreich lebende Schwester. Dort entwarf er deren neues Wohnhaus. Später sagte er über seine Zeit in Frankreich: „Dort hatte ich nichts zu befürchten, ich konnte ungestört malen – mich frei entfalten.“ Das spiegelt sich auch auf seinen Bildern wider, sie sind meist fröhlich und sehr farbig. Sie zeigen Lebenslust und eine „mutigere Hand“. Seine Werke aus dieser Zeit sind zwischen deutschem Impressionismus und Expressionismus einzuordnen.

### Inhaftierung und Deportation in Konzentrationslager
Nachdem er gehört hatte die Lage in Mainz hätte sich entspannt, machte er sich wieder auf den Weg in seine Heimatstadt. Noch in der ersten Nacht wurde er verhaftet und ohne eine Gerichtsverhandlung in das KZ Börgermoor verschleppt.
Dort musste er unter härtesten Bedingungen Torf stechen, die KZ Insassen nannten sich selbst die „Moorsoldaten“ – welches der Titel für viele seiner Bilder wurde. In dieser Zeit fertigte er Skizzen über die Arbeit und das Überleben in den Konzentrationslagern an. Ständig misshandelten ihn und die anderen ‚Häftlinge’ die SS-Leute, die sie bewachten. „Diese Jahre werde ich nie vergessen können“, so eine Aussage Benders. Ab April 1934 wurde er im KZ Esterwegen inhaftiert. Während seiner Haft lernte er die St. Wendler Künstlerinnen Marga Lauer und Mia Münster kennen.

### „Dritte Mainzer Zeit“
1936 – nach seiner Haftentlassung – kehrte Bender nach Mainz zurück, er dachte er könnte hier seine traumatischen Erlebnisse verarbeiten, fand allerdings denkbar ungünstige Bedingungen vor. Anfänglich musste Bender sich regelmäßig bei der Mainzer Gestapo melden; nach einem halben Jahr wurde die Meldepflicht aufgehoben. Ihm wurde zunächst Arbeit in der Stadtgärtnerei, später in der Ortsverwaltung zugewiesen. Später bekam er eine Anstellung als Buchhändler auf dem Schaufelraddampfer „Großherzog Ernst Ludwig von Hessen und bei Rhein“ der „Köln-Düsseldorfer Deutsche Rheinschifffahrt AG“, wo er bis 1941 tätig war.
Grund für die Kündigung war die Einberufung Benders zur deutschen Wehrmacht.

### Adolf Bender – Soldat wider Willen
Erste Stationierung des ehemaligen „Staatsfeindes“ war St. Wendel, womit die zweite traumatisierende Zeit Benders begonnen hatte. Hier wurde er als Rechnungsführer eingesetzt. Er wurde nach Griechenland, Kreta und Luxemburg geschickt. Möglicherweise hat er es verarbeitet, indem er die Realität anders wahrgenommen hat. Zeichnungen aus dieser Zeit zeigen schöne polnische wie kretische Landschaften und auch die Burg von Luxemburg.
In seiner Biografie erwähnt er, dass er mitgeholfen hat ein Kriegsgefangenenlager aufzubauen. An dieser Arbeit beeindruckte ihn am meisten die Arbeit mit den vielen Architekten und Künstlern. Überall wo er eingesetzt wurde, sah er sich in humanitärer Mission, so half er einem russischen Offizier, der sich nicht mehr aus eigener Kraft fortbewegen konnte. Er bewahrte eine Kapelle vor deutscher Zerstörung, verteilte Essen an hungrige Kinder und schickte kurz vor Kriegsende, als er Kommandant eines Bunkers nahe Merzig war, Kindersoldaten nach Hause.
Nach Ende des Krieges und einigen Monaten Kriegsgefangenschaft in Frankreich durfte Bender nach St. Wendel zurückkehren, dort heiratete er am 9. März 1944 Josefa Leist. Da sein Mainzer Atelier und Haus zerstört waren, ließ er sich in St. Wendel endgültig nieder.

## Benders Leben und Wirken nach dem Krieg

### Flucht in die Kunst
1946 wurde Adolf Benders Sohn Hans in St. Wendel geboren. Jedoch konnte Adolf Bender sich und seine Familie mit seiner Malerei nur mühsam ernähren. Ab und zu gab es öffentliche Aufträge für ihn, aber nicht genug. Auch wurde ab und an mit Bildern statt Geldes bezahlt. Danach wurde er als Geschäftsführer des „Schutzvereins für Handel und Gewerbe St. Wendel“ tätig, entwarf Werbekampagnen, Infoblättchen und organisierte verschiedene Aktionen.
Während der 50er bis 70er Jahre entstanden viele Landschaftsbilder, aber Bender versuchte auch abstrakte Formen in seine Bilder einfließen zu lassen. Hier arbeitete er in drei Richtungen: in manchen Bildern ist der gegenständliche Ursprung noch nachvollziehbar, andere Bilder hat er mit Hilfe vieler unterschiedlicher Farben konstruiert und schließlich benutzte er weiche, nach oben strebende Formen – ähnlich wie Regenbogen.
Bis zu seinem Tod malte er immer wieder abstrakte Bilder.

### Der Moorsoldaten-Zyklus – Benders Verarbeitung des Horrors der KZ-Zeit
Zur Verarbeitung der Erlebnisse während seiner Haft im KZ Börgermoor fertigte Adolf Bender schon damals Skizzen des Geschehens an. Während der 60er und 70er Jahre machte er sich daran, die Skizzen zu bearbeiten und aus ihnen komplette Bilder anzufertigen. Diese Bilder wurden später zu dem „Moorsoldaten“-Zyklus zusammengefasst. Offensichtlich war Bender in den Jahrzehnten zuvor noch nicht bereit gewesen, seine Erinnerungen auf eine Leinwand zu bringen.
Kaum waren seine Werke vollendet, begann er Vorträge in Schulen zu halten. Einzelne Schulklassen waren so begeistert, dass er diese in sein Atelier einlud. Dies verschaffte Bender eine Art „Befriedigung“, denn so konnte er wieder ein, seiner Meinung nach, sinnerfülltes Leben führen. Er setzte sich in der Gesellschaft ein, engagierte sich aber vor allem für die Jugend.
Bei jedem seiner Vorträge sprach Bender von den Grausamkeiten während der Nazidiktatur und mahnte seine Zuhörer inständig, niemals zu vergessen was damals geschehen ist.
Der durch zahlreiche Ausstellungen in Deutschland weit über das Saarland hinaus bekannte Bilderzyklus der Moorsoldaten befindet sich derzeit im Besitz der Stiftung Demokratie Saarland. Er kann als Wanderausstellung beim Adolf-Bender-Zentrum ausgeliehen werden.

## Ehrungen
Adolf-Bender-Zentrum
Wichtig für Bender war auch die Gründung des „Adolf-Bender-Zentrums, Verein zur Förderung demokratischer Traditionen e.V.“ im Jahr 1985. Nun hatte er „Mitstreiter“ für seine Sache gefunden.
Mia-Münster-Preis
Auch als Künstler wurde Adolf Bender immer mehr geschätzt, vor allem in St. Wendel. So verlieh man ihm am 1. Oktober 1986 den Mia-Münster-Preis der Stadt St. Wendel. Er wurde mit diesem Preis nicht nur als „Adolf Bender – der Künstler“ geehrt, sondern auch für sein Engagement für die Demokratie und seine Humanität.
Saarländischer Verdienstorden
Für seine gelebte Humanität und sein Engagement für die Gesellschaft erhielt Bender 1988 den Saarländischen Verdienstorden (amtliche Bekanntgabe am 27. Juni 1989).